# DJ Hyper
DJ Hyper er kunstnernavn for en dj, producer og remixer født Guy Hatfield, som er en af den moderne dansemusiks bannerførere. Han stammer fra breakbeat-miljøet, hvor han betragtes som en af pionererne, men den britiske idemand tager selvsikkert fingrene ned i stort set alt elektronisk musik med en livlig puls.
Engelske Dj Hyper albumdebuterede i 2000 med første del i Y3K-serien, Deep Progressive Beats, der året efter blev fulgt af 2'eren Soundtrack to the Future, der bød på breakbeat i nye klæder, hvilket gav ham status af pioner i miljøet.
I 2001 og 2003 udgav han to trance-mix-albums betitlet Bedrock Breaks og Bedrock Breaks – Fractured, der åbnede for verdenen uden for de smalle breakbeat-kredse, og i 2004 udgav han Hired, der var en samling af egne produktioner, egne remixes og andre yderst dansevenlige numre.
Efter succes som dj rundt omkring på de førende klubber er Hyper i dag (også) blevet til et band, der bl.a. omfatter de to ex-Prodigy-medlemmer Leeroy Thronhill og Jim Davies.
Albummet We Control udkom i 2006.

## Diskografi

### Albums
- 2000: Progressive Beats
- 2001: Soundtrack to the Future
- 2001: Breaks
- 2003: Bedrock Breaks - Fractured
- 2004: Hired
- 2006: We Control